# Burt Reynolds
Burt Reynolds, właśc. Burton Leon Reynolds Jr. (ur. 11 lutego 1936 w Lansing, zm. 6 września 2018 w Jupiter) – amerykański aktor, reżyser, scenarzysta i producent filmowy. Dwukrotny laureat Złotego Globu, nominowany do Oscara dla najlepszego aktora drugoplanowego.
Swoją karierę zaczynał w telewizji od westernów w latach 60., a następnie jego nazwisko znalazło się w kulturze popularnej lat 70. i 80., jako symbol seksu (pozował prawie nago dla magazynu „Cosmopolitan”), a na ekranie stworzył południowy typ „starego dobrego chłopaka”.
W 1978 otrzymał własną gwiazdę w Alei Gwiazd w Los Angeles znajdującą się przy 6838 Hollywood Boulevard.

## Życiorys

### Wczesne lata
Urodził się w Lansing w stanie Michigan jako syn Harriette Fernette „Fern” (z domu Miller, zm. 5 maja 1992), pochodzenia anglosasko-włoskiego i szefa policji Burtona Milo Reynoldsa (zm. 20 kwietnia 2002), pół-Indianina Czirokeza, pół-Irlandczyka. Jego babka była z plemienia Czirokezów; miał też korzenie angielskie, szkockie, a także dalekie niemieckie i holenderskie. Miał starszą siostrę Nancy Ann Brown (ur. 1930) i adoptowanego brata Jimmy’ego (ur. 1936). Po ukończeniu w 1954 szkoły średniej Palm Beach High School w Palm Beach na Florydzie kontynuował naukę w Palm Beach Community College. Zanim zajął się aktorstwem, chciał być futbolistą w klubie Baltimore Colts. Przerwał karierę sportową po poważnym wypadku samochodowym. Wówczas wyjechał z Florydy do Nowego Jorku. Zarabiał na życie jako pomywacz i ochroniarz w nocnych klubach. W końcu zauważyli go producenci seriali, a potem westernów i proponowano mu role Meksykanów czy Indian.

### Kariera

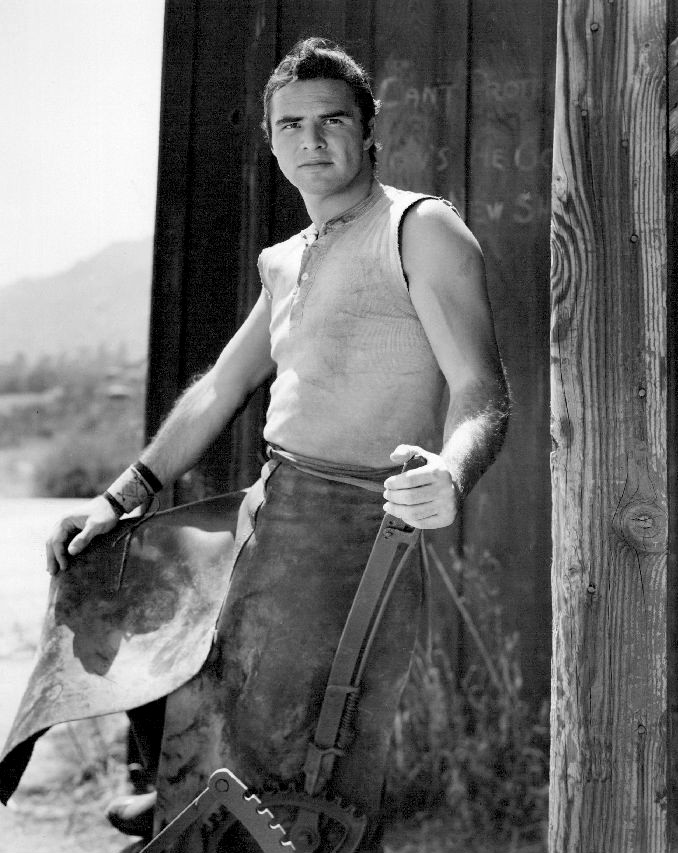
Burt Reynolds (1962)

Aktorski debiut w sztuce Outward Bound, wystawianej przez Palm Beach Junior College, dał mu sławę w całym stanie i stypendium nowojorskie Hyde Park Playhouse. W 1958 ukończył Florida State University w Tallahassee, gdzie otrzymał stypendium sportowe jako dobrze zapowiadający się sportowiec. Zajął się aktorstwem od chwili, kiedy poważny wypadek samochodowy przekreślił jego szanse dalszej kariery profesjonalnego piłkarza.
Profesjonalnym debiutem była rola w nowojorskiej premierze sztuki Pan Roberts (Mister Roberts) u boku Charltona Hestona. Po udziale w serialach M Squad (1959), Playhouse 90 (1959−1960), Johnny Ringo (1960), Alfred Hitchcock przedstawia (Alfred Hitchcock Presents, 1960), po raz pierwszy pojawił się na kinowym ekranie w dramacie Angel Baby (1961) z George’em Hamiltonem. Szczególną uwagę szerszych kręgów publiczności zwrócił na siebie rolą młodego pilota rzecznego Bena Frazera w przygodowym seryjnym westernie NBC Riverboat (1959−1960). Na początku kariery wystąpił w talk-show NBC Oto Hollywood (1962) i jako uczestnik Gry randkowej (1965). Potem zagrał w kolejnym serialu-westernie CBS Gunsmoke (1962-1965).
W 1968 był przesłuchiwany do roli w horrorze Dziecko Rosemary, ale Roman Polański wybrał Johna Cassavetesa. Jego popularność znacznie wzrosła po filmach: Sto karabinów (100 Rifles, 1969) z Raquel Welch, Sam Whiskey (1969) w roli tytułowej z Angie Dickinson, Skullduggery (1970) i Fuzz (1972). Pierwszoplanowa kreacja porucznika Dana Augusta w serialu kryminalnym ABC Dan August (1970–1971) zapewniła mu nominację do nagrody Złotego Globu. Dostał rolę Lewisa Medlocka, który musi odnaleźć w sobie pokłady brutalności, by przetrwać, w dramacie przygodowym Johna Boormana Uwolnienie (Deliverance, 1972) po tym, jak gwiazdy, które pierwotnie zostały wybrane do roli głównej, takie jak Marlon Brando, Henry Fonda i James Stewart, odmówili roli, po tym, jak usłyszeli o zagrożeniach związanych z rzeką Chatooga. Film odniósł olbrzymi sukces, zarówno kasowy, jak i wśród krytyków. Opowieść o tym, jak łatwo niewinny spływ kajakowy może zamienić się w walkę o przeżycie, otrzymała bardzo dobre recenzje, a duet, jaki stworzył Reynolds z Jonem Voightem, na trwałe przeszedł do historii kina.
Stał się hollywoodzkim symbolem seksu lat 70. W kwietniu 1972 jego sesyjne zdjęcie w negliżu na futrze z niedźwiedzia trafiło na rozkładówkę jednego ze słynnych kobiecych magazynów „Cosmopolitan”. Będąc aktorem, wykreował wizerunek sympatycznego, choć nieco cynicznego zawadiaki, który nie ukrywa swoich wad. W 1973 brał udział przy realizacji albumu Ask Me What I Am z Dolly Parton. W komedii Roberta Aldricha Najdłuższy jard (The Longest Yard, 1974) stworzył  przejmującą kreację młodego gracza futbolu amerykańskiego, który trafia do więzienia, gdzie zorganizowano lokalne rozgrywki. W 1975 był wśród kandydatów do roli Hana Solo w Gwiezdnych wojnach. Był pierwszym kandydatem reżysera Miloša Formana do głównej roli w Locie nad kukułczym gniazdem (1975), ale producenci United Artists obawiali się, że jego atrakcyjność może być źle odebrana przez przeciętnych kinomanów.
Jako reżyser zadebiutował sensacyjnym dramatem kryminalnym Gator (1976), w którym zagrał również tytułową rolę. Zasłynął rolą kierowcy „Bandit” / Bo Darville w kowbojskim kapeluszu o ironicznym stosunku do samego siebie w dwóch komediach sensacyjnych z Sally Field – Mistrz kierownicy ucieka (1977) i Mistrz kierownicy ucieka 2 (Smokey and the Bandit II, 1980). Podobną postać kierowcy J.J. McClure stworzył w kolejnych dwóch komediach sensacyjnych: Wyścig armatniej kuli (The Cannonball Run, 1981) z udziałem Farrah Fawcett i Wyścig armatniej kuli II (Cannonball Run II, 1984) z Shirley MacLaine.
Był wspomniany w piosence Bruce’a Springsteena „Cadillac Ranch” (1980). Założył Burt Reynolds Jupiter Theater, wystawiał sztuki i promował młodych aktorów. W komedii sensacyjnej Richarda Benjamina Gorący towar (City Heat, 1984), gdzie akcja osadzona jest w Kansas City w latach 30., jako prywatny detektyw Mike Murphy, P.I. razem z dawnym przyjacielem, policjantem (Clint Eastwood) toczył nierówną walkę z bezwzględnymi gangsterami.
Odmówił roli w Czułych słówkach (1983), która przyniosła Jackowi Nicholsonowi Oscara. Reynolds potem komentował, że był to jeden z jego najstraszniejszych błędów. Próbował powrócić w roli Nicka „Mexa” Escalante’a, załamanego hazardzisty / ochroniarza z Las Vegas w dramacie sensacyjnym neo-noir Żar (Heat, 1986), na podstawie scenariusza Williama Goldmana. Miał nadzieję, że film wyreżyserowany przez Roberta Altmana wyznaczy nowy etap w jego karierze. Tymczasem Altman pokłócił się z producentem Elliottem Kastnerem i opuścił projekt, a film okazał się porażką kasową. Kiedy Francis Ford Coppola postanowił stworzyć projekt o życiu Prestona Tuckera, chciał, aby zagrał go Burt Reynolds. Dużo dyskutowali o filmie i snuli plany, ale film nigdy nie powstał, aż do 1988, Tucker. Konstruktor marzeń tym razem z udziałem Jeffa Bridgesa. Był przesłuchiwany do roli Johna McClane’a w dreszczowcu sensacyjnym Szklana pułapka (1988), którą przyjął Bruce Willis. Zrezygnował z roli w Babce z zakalcem (1991) z Sally Field, którą zagrał Kevin Kline, ponieważ jego ówczesna żona, Loni Anderson, powiedziała mu, że całe Hollywood będzie się z niej śmiało, ponieważ Reynolds i Field mieli kiedyś bardzo nagłośniony romans.
W latach 80. popadł w długi.
Za rolę Wooda Newtona, byłego zawodowego gracza w futbol amerykański w sitcomie CBS Evening Shade (1990-94) nieoczekiwanie odebrał nagrodę Emmy, Złoty Glob i Q Award. Za rolę detektywa Nicka McKenny w komedii familijnej Półtora gliniarza (Cop and ½, 1993) otrzymał Złotą Malinę, którą krytycy przyznali mu po raz kolejny za ekranowy duet z Demi Moore w komedii kryminalnej Striptiz (Striptease, 1996), gdzie wystąpił w roli kongresmena. Rola Jacka Hornera, reżysera i producenta filmów porno w dramacie Boogie Nights (1997) przyniosła mu znakomite recenzje i obsypana została nagrodami krytyków na Florydzie, w Nowym Jorku, Las Vegas, Los Angeles, Dallas, Chicago oraz Złotym Globem, Satelitą i zdobyła nominację do Oscara. Podkładał także głos w grach Grand Theft Auto: Vice City oraz Saints Row: The Third. W dramacie Rozdanie (Deal, 2008) zagrał starego mistrza pokera, który chce przekazać swoje umiejętności wykazującemu nieprzeciętne zdolności matematyczne i talent do gier karcianych studentowi.
Quentin Tarantino zaangażował go do roli George’a Spahna w filmie Pewnego razu... w Hollywood, opowiadającym o morderstwach grupy Charlesa Mansona z 1969, obok takich aktorów jak: Al Pacino, Leonardo DiCaprio, Brad Pitt czy Margot Robbie. Reynolds nie zdążył jednak zagrać tej roli przed swoją śmiercią; zastąpił go jego przyjaciel, Bruce Dern.

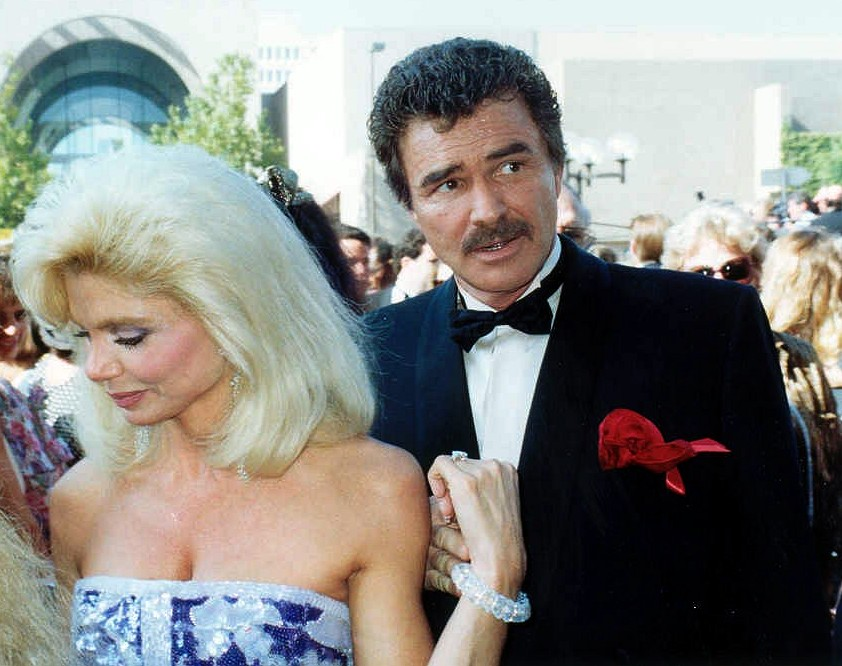
Loni Anderson i Burt Reynolds (1991)

Był na okładkach magazynów takich jak „Time” (w styczniu 1978), „After Dark” (w lipcu 1978), „Playboy” (w październiku 1979), „People”, „Playgirl” (w marcu 1983), „Interview” i „Entertainment Weekly”.

## Życie prywatne
28 czerwca 1963 wziął ślub z Judy Carne.
9 lipca 1965 doszło do rozwodu. Był pierwszym aktorem, którego poproszono o gościnne prowadzenie The Tonight Show Starring Johnny Carson. Przed Reynoldsem zapraszano tylko komików. 4 października 1971 jego pierwszym gościem była jego była żona Judy Carne, z którą nie rozmawiał przez ponad sześć lat po bardzo gorzkim rozwodzie.
Był poważnie związany z aktorką Inger Stevens na krótko przed jej samobójstwem w 1970. Zawsze z szacunkiem odmawiał rozmowy o związku. Spotykał się z piosenkarką Dinah Shore, Faye Dunaway, Miko Mayamą, Adrienne Barbeau, Doris Day, Lori Nelson (1959−1960), Chris Noel (1970–1971), Mamie Van Doren (1971), Sarah Miles (1972), Lorną Luft (1974–75), Colleen Brennan (1974–75), tenisistką Chris Evert (1977) i piosenkarką country Tammy Wynette (1977). W latach 1977–1981 był w związku z Sally Field, ale odrzuciła jego liczne propozycje i ostatecznie się rozstali, jednak nadal czule mówił o aktorce i uważał, że miała ona pozytywny wpływ na jego życie.
29 kwietnia 1988 zawarł związek małżeński z aktorką Loni Anderson, z którą w 1988 zaadoptował syna Quintona. Sześcioletnie małżeństwo oficjalnie zakończyło się 17 czerwca 1994.

### Śmierć
Zmarł 6 września 2018 w Jupiter, na Florydzie, na atak serca, w wieku 82 lat.

## Filmografia

### Filmy fabularne
| Rok  | Tytuł | Rola                                    | Reżyser                                   |
| ---- | --- | --------------------------------------- | ----------------------------------------- |
| 1961 | Angel Baby | Hoke Adams                              | Paul Wendkos, Hubert Cornfield            |
| 1961 | Armored Command | Skee                                    | Byron Haskin                              |
| 1965 | Operation C.I.A. | Mark Andrews C.I.A                      | Christian Nyby                            |
| 1966 | Navajo Joe | Navajo Joe                              | Sergio Corbucci                           |
| 1969 | 100 karabinów (100 Rifles) | Yaqui Joe Herrera                       | Tom Gries                                 |
| 1969 | Sam Whiskey | Sam Whiskey                             | Arnold Laven                              |
| 1969 | Impasse | Pat Morrison                            | Richard Benedict                          |
| 1969 | Ludojad (Shark!) | Caine                                   | Samuel Fuller                             |
| 1970 | Skullduggery | Douglas Temple                          | Gordon Douglas                            |
| 1972 | Policjanci (Fuzz) | detektyw Steve Carella                  | Richard A. Colla                          |
| 1972 | Uwolnienie (Deliverance) | Lewis Medlock                           | John Boorman                              |
| 1972 | Wszystko, co chcielibyście wiedzieć o seksie, ale baliście się zapytać (Everything You Always Wanted to Know About Sex* (*But Were Afraid to Ask)) | operator panelu kontrolnego w mózgu     | Woody Allen                               |
| 1973 | Shamus | Shamus McCoy                            | Buzz Kulik                                |
| 1973 | Człowiek, który kochał Tańczącą Kotkę (The Man Who Loved Cat Dancing)                                                                              | Jay Grobart                             | Richard Sarafian                          |
| 1973 | Biała błyskawica (White Lightning) | Robert „Gator” McKlusky                 | Joseph Sargent                            |
| 1974 | Najdłuższy jard (The Longest Yard) | Paul „Wrecking” Crewe                   | Robert Aldrich                            |
| 1975 | Ostatnia miłość (At Long Last Love) | Michael Oliver Pritchard III            | Peter Bogdanovich                         |
| 1975 | Droga do kariery (W.W. and the Dixie Dancekings)                                                                                                   | W.W. Bright                             | John G. Avildsen                          |
| 1975 | Szczęściara (Lucky Lady) | Walker Ellis                            | Stanley Donen                             |
| 1975 | Pigalak (Hustle) | porucznik Phil Gaines (także producent) | Robert Aldrich                            |
| 1976 | Nieme kino (Silent Movie) | w roli samego siebie (cameo)            | Mel Brooks                                |
| 1976 | Aligator (Gator) | Robert „Gator” McKlusky                 | Burt Reynolds                             |
| 1976 | Nickelodeon | Buck Greenway                           | Peter Bogdanovich                         |
| 1977 | Mistrz kierownicy ucieka (Smokey and the Bandit)                                                                                                   | Bo „Bandzior” Darville                  | Hal Needham                               |
| 1977 | Pół pary (Semi-Tough) | Billy Clyde Puckett                     | Michael Ritchie                           |
| 1978 | Koniec (The End) | Wendell Sonny Lawson                    | Burt Reynolds                             |
| 1978 | Kaskaderzy (Hooper) | Sonny Hooper                            | Hal Needham                               |
| 1979 | Zacznijmy od nowa (Starting Over) | Phil Potter                             | Alan J. Pakula                            |
| 1980 | Gruby szlif (Rough Cut) | Jack Rhodes                             | Don Siegel                                |
| 1980 | Mistrz kierownicy ucieka 2 (Smokey and the Bandit II)                                                                                              | Bo „Bandzior” Darville                  | Hal Needham                               |
| 1981 | Wyścig armatniej kuli (The Cannonball Run) | J.J. McClure                            | Hal Needham                               |
| 1981 | Paternity | Buddy Evans                             | David Steinberg                           |
| 1981 | Sprawa Sharky’ego (Sharky’s Machine) | sierżant Thomas Sharky                  | Burt Reynolds                             |
| 1982 | Najlepszy mały burdelik w Teksasie (The Best Little Whorehouse in Texas)                                                                           | szeryf Ed Earl Dodd                     | Colin Higgins                             |
| 1982 | Najlepsi przyjaciele (Best Friends) | Richard Babson                          | Norman Jewison                            |
| 1982 | Paczka sześciu (Six Pack) | człowiek idący przed Brewsterem i Lilą  | Daniel Petrie                             |
| 1983 | Mężczyzna, który kochał kobiety (The Man Who Loved Women)                                                                                          | David Fowler                            | Blake Edwards                             |
| 1983 | Mistrz kierownicy ucieka 3 (Smokey and the Bandit Part 3)                                                                                          | Bo „Bandzior” Darville                  | Dick Lowry                                |
| 1983 | Stroker Ace | Stroker Ace                             | Hal Needham                               |
| 1984 | Wyścig armatniej kuli II (Cannonball Run II) | J.J. McClure                            | Hal Needham                               |
| 1984 | Gorący towar (City Heat) | Mike Murphy                             | Richard Benjamin                          |
| 1985 | Stick | Ernest „Stick” Stickley                 | Burt Reynolds                             |
| 1986 | Ciągle pod górę (Uphill All the Way) | gracz                                   | Frank Q. Dobbs                            |
| 1986 | Gorączka (Heat) | Nick Escalante                          | Dick Richards, Jerry Jameson              |
| 1987 | Malone | Richard Malone                          | Harley Cokeliss                           |
| 1988 | Gliniarz do wynajęcia (Rent-a-Cop) | Tony Church                             | Jerry London                              |
| 1988 | Za kamerą (Switching Channels) | John L. Sullivan IV                     | Ted Kotcheff                              |
| 1989 | Dowód rzeczowy (Physical Evidence) | Joe Paris                               | Michael Crichton                          |
| 1989 | Włamanie (Breaking In) | Ernie Mullins                           | Bill Forsyth                              |
| 1989 | Wszystkie psy idą do nieba (All Dogs Go to Heaven)                                                                                                 | Charlie B. Barkin (głos)                | Don Bluth                                 |
| 1992 | Gracz (The Player) | w roli samego siebie (cameo)            | Robert Altman                             |
| 1993 | Człowiek z ławki rezerwowych (The Man from Left Field, TV)                                                                                         | Jack Robinson                           | Burt Reynolds                             |
| 1993 | Półtora gliniarza (Cop and a Half) | Nick McKenna                            | Henry Winkler                             |
| 1995 | Obłąkani (The Maddening) | Roy Scudder                             | Danny Huston                              |
| 1996 | Złe i gorsze (Citizen Ruth) | Blaine Gibbons                          | Alexander Payne                           |
| 1996 | Striptiz (Striptease) | kongresmen David Dilbeck                | Andrew Bergman                            |
| 1996 | Czas wściekłych psów (Mad Dog Time) | „Wacky” Jacky Jackson                   | Larry Bishop                              |
| 1997 | Oszołom Show (Meet Wally Sparks) | Lenny Spencer                           | Peter Baldwin                             |
| 1997 | Jaś Fasola: Nadciąga totalny kataklizm (Bean) | generał Newton                          | Mel Smith                                 |
| 1997 | Boogie Nights | Jack Horner                             | Paul Thomas Anderson                      |
| 1998 | Takie czasy (Hard Time, TV) | detektyw Logan McQueen                  | Burt Reynolds                             |
| 1998 | Uniwersalny żołnierz II: Towarzysze broni (Universal Soldier II: Brothers in Arms)                                                                 | zastępca dyrektora CIA Mentor           | Jeff Woolnough                            |
| 1999 | Szczeniaki (Pups) | Daniel Bender                           | Ash Baron-Cohen                           |
| 1999 | Big City Blues | Connor (także producent)                | Clive Fleury                              |
| 1999 | Mystery, Alaska | sędzia Walter Burns                     | Jay Roach                                 |
| 1999 | Jesienny księżyc (The Hunter’s Moon) | Clayton Samuels                         | Richard Weinman                           |
| 1999 | Uniwersalny żołnierz III: Niewyrównane rachunki (Universal Soldier III: Unfinished Business)                                                       | zastępca dyrektora CIA Mentor           | Jeff Woolnough                            |
| 2000 | Ferajna (The Crew) | Joey „Bats” Pistella                    | Michael Dinner                            |
| 2000 | Ostatni producent (The Last Producer) | Sonny Wexler                            | Burt Reynolds                             |
| 2001 | Wyścig (Driven) | Carl Henry                              | Renny Harlin                              |
| 2001 | Pokusa (Tempted) | Charlie LeBlanc                         | Bill Bennett                              |
| 2001 | Hotel | menadżer flamenco                       | Mike Figgis                               |
| 2001 | The Hollywood Sign | Kage Mulligan                           | Sönke Wortmann                            |
| 2002 | Czas wilka (Time of the Wolf) | Archie McGregor                         | Rod Pridy                                 |
| 2003 | Siła uderzenia (The Librarians) | Irlandczyk                              | Mike Kirton                               |
| 2004 | Wiosła w dłoń (Without a Paddle) | Del Knox                                | Steven Brill                              |
| 2005 | Wykiwać klawisza (The Longest Yard) | trener Nate Scarborough                 | Peter Segal                               |
| 2005 | Diukowie Hazzardu (The Dukes of Hazzard) | Boss Hogg                               | Jay Chandrasekhar                         |
| 2005 | Legenda o bałwanku Mroziku (The Legend of Frosty the Snowman)                                                                                      | narrator (głos)                         | Emily Kapnek                              |
| 2006 | W siódmym niebie (Cloud 9) | Billy Cole                              | Harry Basil                               |
| 2006 | Decydująca gra (End Game) | generał Montgomery                      | Andy Cheng                                |
| 2006 | 4 miliony do szczęścia (Forget About It) | Sam LeFleur                             | BJ Davis                                  |
| 2006 | Ugotowani (Grilled) | Goldbluth                               | Jason Ensler                              |
| 2006 | Spalone mosty (Broken Bridges) | Jake Delton                             | Steven Goldmann                           |
| 2007 | Randy and the Mob | Elmore Culpepper                        | Ray McKinnon                              |
| 2007 | Dungeon Siege: W imię króla (In the Name of the King)                                                                                              | król Konreid                            | Uwe Boll                                  |
| 2008 | Rozdanie (Deal) | Tommy Vinson                            | Gil Cates Jr.                             |
| 2008 | Delgo | ojciec Delga (głos)                     | Marc F. Adler, Jason Maurer               |
| 2008 | Banda amatorów (A Bunch of Amateurs) | Jefferson Steele                        | Andy Cadiff                               |
| 2011 | Not Another Not Another Movie | C.J. Waters                             | David Murphy                              |
| 2014 | A Magic Christmas | Buster (głos)                           | R. Michael Givens                         |
| 2015 | Pocket Listing | Ron Glass                               | Conor Allyn                               |
| 2015 | Hamlet & Hutch | Papa Hutch                              | Jared Young, Carelton Holt, Matthew Young |
| 2016 | Hollow Creek | Seagrass Lambert                        | Guisela Moro                              |
| 2016 | Elbow Grease | Grandpa Barnes                          | Jason Shirley                             |
| 2016 | Shangri La Suite | narrator (głos)                         | Eddie O’Keefe                             |
| 2017 | Apple of My Eye | Charlie                                 | Castille Landon                           |
| 2017 | The Last Movie Star | Vic Edwards                             | Adam Rifkin                               |

### Seriale TV
- 1960: Alfred Hitchcock przedstawia jako Bill Davis
- 1962–1965: Gunsmoke jako Quint Asper
- 1963: Strefa mroku jako Rocky Rhodes
- 1986: Złotka w roli samego siebie
- 1987–1991: Nie z tego świata jako Troy Garland (głos)
- 1990–1994: Miasteczko Evening Shade jako Wood Newton
- 1993: Beverly Hills, 90210 w roli samego siebie
- 1995: Amazing Grace jako Josiah Carey
- 1995: Cybill w roli samego siebie
- 1997: Bobby kontra wapniaki jako M.F. Thatherton (głos)
- 1997: Duckman jako sędzia Keaton (głos)
- 2002: Z Archiwum X jako pan Burt
- 2003–2004: Nie ma sprawy jako Russ Burton
- 2005: Kaczor Dodgers jako Royal Serpenti (głos)
- 2005: Robot Chicken jako J.J. McClure (głos)
- 2005: Diabli nadali jako trener Walcott
- 2006–2009: Na imię mi Earl jako Chubby
- 2010: Tożsamość szpiega (Burn Notice) jako Paul Anderson
- 2011: Amerykański tata (American Dad!) jako senator Buckingham (głos)
- 2012: Archer w roli samego siebie (głos)

## Nagrody i nominacje
| Rok  | Nagroda                                                | Kategoria                                          | Film                                 | Rezultat  |
| ---- | ------------------------------------------------------ | -------------------------------------------------- | ------------------------------------ | --------- |
| 1971 | Złoty Glob                                             | Najlepszy aktor w serialu dramatycznym             | Dan August (1970−1971)               | Nominacja |
| 1975 | Złoty Glob                                             | Najlepszy aktor w filmie komediowym lub musicalu   | The Longest Yard (1974)              | Nominacja |
| 1980 | Złoty Glob                                             | Najlepszy aktor w filmie komediowym lub musicalu   | Starting Over (1979)                 | Nominacja |
| 1991 | Nagroda Emmy                                           | Najlepszy aktor w serialu komediowym               | Miasteczko Evening Shade (1990–1994) | Nominacja |
| 1991 | Złoty Glob                                             | Najlepszy aktor w serialu muzycznym lub komediowym | Miasteczko Evening Shade (1990–1994) | Nominacja |
| 1992 | Nagroda Emmy                                           | Najlepszy aktor w serialu komediowym               | Miasteczko Evening Shade (1990–1994) | Nominacja |
| 1992 | Złoty Glob                                             | Najlepszy aktor w serialu muzycznym lub komediowym | Miasteczko Evening Shade (1990–1994) | Nominacja |
| 1993 | Złoty Glob                                             | Najlepszy aktor w serialu muzycznym lub komediowym | Miasteczko Evening Shade (1990–1994) | Nominacja |
| 1997 | Nagroda Stowarzyszenia Nowojorskich Krytyków Filmowych | Najlepszy aktor drugoplanowy                       | Boogie Nights (1997)                 | Wygrana   |
| 1997 | Bostońskie Stowarzyszenie Krytyków Filmowych           | Najlepszy aktor drugoplanowy                       | Boogie Nights (1997)                 | Nominacja |
| 1997 | Stowarzyszenie Krytyków Filmowych z Los Angeles        | Najlepszy aktor drugoplanowy                       | Boogie Nights (1997)                 | Wygrana   |
| 1998 | Złoty Glob                                             | Najlepszy aktor drugoplanowy                       | Boogie Nights (1997)                 | Wygrana   |
| 1998 | Nagroda Akademii Filmowej                              | Najlepszy aktor drugoplanowy                       | Boogie Nights (1997)                 | Nominacja |
| 1998 | Nagroda BAFTA                                          | Najlepszy aktor drugoplanowy                       | Boogie Nights (1997)                 | Nominacja |
| 1998 | Nagroda Satelita                                       | Najlepszy aktor drugoplanowy                       | Boogie Nights (1997)                 | Wygrana   |
| 1998 | Nagroda Satelita                                       | Wybitna kreacja obsady                             | Boogie Nights (1997)                 | Wygrana   |
| 1998 | Nagroda Gildii Aktorów Ekranowych                      | Wybitna kreacja obsady                             | Boogie Nights (1997)                 | Nominacja |
| 1998 | Nagroda Gildii Aktorów Ekranowych                      | Wybitny występ aktora w roli drugoplanowej         | Boogie Nights (1997)                 | Nominacja |